# Ломунов, Константин Николаевич
Константин Николаевич Ломунов (28 января [10 февраля] 1911, посёлок Малютино, Сокольский район, Вологодская область — 2005) — русский советский литературовед, доктор филологических наук, профессор.
Профессор Московского государственного педагогического института имени Ленина (с 1963); заведующий отделом русской литературы Института мировой литературы имени А. М. Горького (с 1969).
Начал печататься в 1930 году. Специалист по творчеству Льва Толстого. В 1958 году принят в члены Союза писателей.
В 1979 году вошёл в редакционную коллегию книжной серии «Литературные памятники Сибири» Восточно-Сибирского книжного издательства (Иркутск).

## Основные работы
- Драматургия Л. Н. Толстого (1956);
- Лев Толстой об искусстве и литературе (тт. 1—2, 1958; сост.);
- Лицом к лицу с Толстым (1966);
- Эстетика Льва Толстого (1972);
- Ленин читает Толстого (1972);
- Лев Толстой в современном мире (1975);
- Жизнь Льва Толстого (1981);
- «Что делать?» Н. Г. Чернышевского: историко-функциональное исследование (1990; редактор)

## Память
После смерти отца, в 2006 году, дочь К. Н. Ломунова Анна передала его личный архив и библиотеку (свыше 10 000 единиц) в Казань, в создававшийся тогда музей Л. Н. Толстого.